# Jacek Saryusz-Wolski
Jacek Emil Saryusz-Wolski (Łódź, 19 settembre 1948) è un politico e diplomatico polacco.
Membro del Parlamento europeo dal 13 giugno 2004, ha servito come uno dei suoi vicepresidenti per il PPE tra il 2004 e il 2007.

## Biografia
Jacek Saryusz-Wolski è stato professore presso l'Università di Łódź  ed esperto di Comunità europee dal 1970.
Saryusz-Wolski è stato nominato primo plenipotenziario polacco per l'integrazione europea e gli aiuti esteri (pełnomocnik ds. Integracji Europejskiej i pomocy zagranicznej) quando questo ufficio è stato creato nel 1991 dal primo ministro Jan Bielecki. Saryusz-Wolski ha tenuto questa posizione fino al 1996, nonostante i frequenti cambiamenti di governo. È tornato al governo nel 2000, quando il primo ministro Jerzy Buzek lo ha nominato segretario del Comitato per l'integrazione europea (Komitet Integracji Europejskiej). Saryusz-Wolski ha svolto un ruolo estremamente importante nei negoziati a Nizza nel 2000.Bielecki.
È stato eletto eurodeputato alle Elezioni europee del 2004 come candidato di Piattaforma Civica, nella circoscrizione #6 (Voivodato di Łódź) ricevendo 66.589 preferenze (cioè il 16,92%, il miglior risultato nella regione). Il 20 luglio 2004 è stato eletto come uno dei Vice Presidenti del Parlamento europeo per il Partito Popolare Europeo, ed ha mantenuto la posizione fino al 16 gennaio 2007.
Nel marzo 2006, Saryusz-Wolski è stato eletto vicepresidente del PPE per un periodo di tre anni.